# Зонов, Борис Васильевич
Борис Васильевич Зонов (25 июля (6 августа) 1895 года ― 1975) ― доктор географических наук, профессор, известный исследователь Восточной Сибири и северо-восточной Азии.

## Биография
Родился Борис Васильевич в Бодайбинской резиденции, которая обслуживала прииски Лено-Витимского золотоносного района, в дальнейшем преобразованная в Бодайбо в 1903 году.
В 1919 году окончил металлургический факультет Петроградского политехнического института.
Вернулся в Иркутск, после окончания института.
С 1919 по 1936 год работал инженером-гидрологом, прорабом, начальником отряда, начальником партии, заведующим изыскательским отрядом, начальником всей экспедиции в Лено-Байкальском округе водных путей. Совершал исследовательские экспедиции в северной части Якутии. В 1931 во главе отряда произвел съемку хребта Улахан-Чистай, (длина 250 км), определив в нём вершины высотой более 2000 м. За Полярным кругом, у 148° в. д., на месте водораздельного хребта, показанного на старых картах, обнаружил низменность (Ожогинский дол) и верно проследил все течение реки Ожогиной, (длина 513 км). Маршруты по нескольким притокам Колымы и Индигирки позволили Борису Васильевичу нанести контуры самой восточной цепи хребта Черского, названной им Момским хребтом (длина 470 км). Обширный регион труднодоступной Северо-Восточной Сибири был охвачен комплексными географическими, гидрографическими, гидрологическими изысканиями. С 1926 по 1932 год был участником экспедиций по исследованию рек Чоны, Верхнего Вилюя, Омолона, Олексы, Алдана, Колымы, Лены, Ангары, Селенги и прочих. По результатам экспедиций было написано несколько крупных монографий.
С 1936 года Борис Васильевич являлся научным сотрудником Биолого-географического научно-исследовательского института при Иркутском государственном университете. Организовывал экспедиции по обследованию и транспортной оценке водных объектов Крайнего Севера, Якутии, Забайкалья, Прибайкалья. В 1938 году стал преподавателем. В университете была создана целая школа географов-гидрологов, выполнено несколько кандидатских диссертаций под руководством Бориса Васильевича. В 1941 году защитил кандидатскую диссертацию «Наледи и полыньи на реках Янско-Колымской горной страны». Данная работа коренным образом изменила подход к изучению столь грозного препятствия в инженерном строительстве и хозяйственном освоении рек Восточной Сибири.
В 1949 году Борис Васильевич стал первым деканом географического факультета, проработал в данной должности до 1954 года. С 1954 по 1960 год возглавлял кафедру физической географии.
Борис Васильевич Зонов являлся известным знатоком и исследователем Сибири, что способствовало наименованию перевала в Юкагирском плоскогорье в честь него — «Перевал Бориса». В наследии ученого — ряд фундаментальных исследований по разным направлениям физической географии, гидрологии и климатологии.

### Основные труды
- Краткие сведения о работах по исследованию реки Вилюй в 1926 г. // Очерки по изучению Якутского края. — Иркутск, 1927. — С. 47-63. — Соавт.: В. Д. Бусик.
- Описание бассейна реки Омолона. — Иркутск : Тип. изд-ва «Власть труда», 1931. — 162 с. — (Материалы партии по исследованию р. Колымы; вып. 4).
- Описание рек и маршрутов // Атлас притоков р. Колымы : текст и планы / сост. И. Ф. Молодых. — Иркутск, 1932. — С. 7-34. — (Материалы партии по исследованию р. Колымы; вып. 2).
- Индигирская экспедиция : предварит. отчет. — М. ; Иркутск : ОГИЗ, 1933. — 7, 127, 13 с. — Соавт.: И. И. Агафонов, В. А. Кротов, П. Е. Утенко.
- К кадастровому описанию рек Колымско-Индигирского района // Материалы по исследованию рек Колымы и Индигирки. — М. : Иркутск, 1934. — Вып. 8. — С. 10-142.
- Наледи и полыньи на реках Янско-Колымской горной страны : дис. … канд. геогр. наук. — Иркутск, 1941. — 104 л.
- Особенности зимнего режима рек северо-востока азиатской части СССР // Научная конференция по изучению и освоению производительных сил Сибири. — Томск, 1942. — Т. 3. — С. 108—110.
- Эволюция береговой линии Байкала в районе дельты р. Голоустной // Тр. / Вост.-Сиб. гос. ун-т. — Иркутск, 1942. — Т. 2, вып. 2 : Геология. Почвоведение. География. — C. 49-61.
- Наледи и полыньи на реках Янско-Колымской горной страны // Тр. / Ин-т мерзлотоведения им. Обручева Акад. наук СССР. — М., 1944. — Т. 4. — С. 33-92.
- Водные пути. — Иркутск : Иркут. обл. изд-во, 1949. — 24 с. — (Очерки природы и хозяйства Иркутской области).
- Опыт выделения озерных районов на территории Восточной Сибири / Б. В. Зонов // Тр. Сер. геол. / Иркут. гос. ун-т. — 1950. — Т. 3, вып. 3. — С. 73-83.
- Физико-географическое описание: Рельеф. Климат. Гидрография. Почвы и растительность // Геология СССР : монография / гл. ред. П. Я. Антропов. — М., 1962. — Т. 17 : Иркутская область, ч. 1 : Геологическое описание, гл. 2. — С. 16-30.
- Гидрология рек бассейна Братского водохранилища. — М. : Наука, 1966. — 168 с. — Соавт.: М. Ф. Шульгин.
- Пояса континентальности климата на территории юга Средней Сибири // Изв. / Вост.-Сиб. отд. Геогр. о-ва СССР. — 1966. — Т. 65. — С. 65-72.
- Вклад в географию, внесенный советскими экспедиционными исследованиями на северо-востоке СССР // Материалы по истории геолого-географических наук : Междунар. конгресс по истории науки. Москва, 18-24 авг. 1971 г. — М., 1971. — С. 13-14.